# Saint-Georges-d'Oléron
Saint-Georges-d'Oléron är en kommun i departementet Charente-Maritime i regionen Nouvelle-Aquitaine i västra Frankrike. Kommunen ligger i kantonen Île d'Oléron som ligger i arrondissementet Rochefort. År 2022 hade Saint-Georges-d'Oléron 4 052 invånare.

## Befolkningsutveckling
| Befolkningsutvecklingen i Saint-Georges-d'Oléron 1968–2021 | Befolkningsutvecklingen i Saint-Georges-d'Oléron 1968–2021 | Befolkningsutvecklingen i Saint-Georges-d'Oléron 1968–2021 | Befolkningsutvecklingen i Saint-Georges-d'Oléron 1968–2021 | Befolkningsutvecklingen i Saint-Georges-d'Oléron 1968–2021 |
| ---------------------------------------------------------- | ---------------------------------------------------------- | ---------------------------------------------------------- | ---------------------------------------------------------- | ---------------------------------------------------------- |
|                                                            |                                                            |                                                            |                                                            |                                                            |
| År                                                         |                                                            |                                                            | Folkmängd                                                  |                                                            |
| 1968                                                       | 1968                                                       |                                                            | 2 664                                                      |                                                            |
| 1975                                                       | 1975                                                       |                                                            | 2 718                                                      |                                                            |
| 1982                                                       | 1982                                                       |                                                            | 2 935                                                      |                                                            |
| 1990                                                       | 1990                                                       |                                                            | 3 144                                                      |                                                            |
| 1999                                                       | 1999                                                       |                                                            | 3 287                                                      |                                                            |
| 2007                                                       | 2007                                                       |                                                            | 3 490                                                      |                                                            |
| 2015                                                       | 2015                                                       |                                                            | 3 642                                                      |                                                            |
| 2021                                                       | 2021                                                       |                                                            | 3 948                                                      |                                                            |